# Nirmsdorf
Nirmsdorf ist ein Ortsteil der Landgemeinde Ilmtal-Weinstraße im Nordosten des Landkreises Weimarer Land.

## Lage
Nirmsdorf liegt südöstlich von Buttstädt an der Landesstraße 2158 im fruchtbaren Thüringer Becken.

## Geschichte
Nirmsdorf wurde am 18. Mai 956 erstmals urkundlich genannt. 1841 wurde eine neue Kirche an einen älteren Kirchturm angebaut. Nirmsdorf lag bis zu Beginn des 19. Jahrhunderts in einem südlichen Ausläufer des kursächsischen Amts Eckartsberga, der in das Herzogtum Sachsen-Weimar hineinragte. Durch die Auswirkungen des Wiener Kongresses kam Nirmsdorf mit weiteren südlichen Orten des Amts Eckartsberga im Jahr 1815 an das Großherzogtum Sachsen-Weimar-Eisenach und wurde 1817 dem Amt Buttstädt angegliedert, welches 1850 im Verwaltungsbezirk Apolda des Großherzogtums Sachsen-Weimar-Eisenach aufging. 1920 kam der Ort zum Land Thüringen.
Am 31. Dezember 2013 wurde Nirmsdorf in die neue Landgemeinde Ilmtal-Weinstraße eingegliedert.